# Croton scabiosus
Croton scabiosus là một loài thực vật có hoa trong họ Đại kích. Loài này được Bedd. mô tả khoa học đầu tiên năm 1872.